# جرج کندی
جرج کندی (انگلیسی: George Kennedy) بازیگر آمریکایی سینما و تلویزیون بود که در فیلم‌های سینمایی و مجموعه‌های تلویزیونی بسیاری نقش آفرینی کرد. او که در ۱۹۶۸ نامزد دریافت جایزه گلدن گلوب شده بود در همان سال جایزه اسکار بهترین بازیگر نقش مکمل مرد را برای بازی در فیلم لوک خوش دست دریافت نمود. همچنین جرج کندی تنها هنرپیشهٔ فیلم حادثه‌ای فرودگاه بود که در سه دنبالهٔ دیگر این فیلم نیز ظاهر شده و نقش جو پترونی را در هر ۴ فیلم ایفا نمود.

## زندگی
جورج کندی در ۱۸ فوریه ۱۹۲۵ در نیویورک و در خانواده‌ای هنرمند زاده شد. پدرش موسیقی‌دان و مادرش بالرین بود و جورج در دو سالگی اولین حضور خود بر صحنهٔ نمایش را تجربه کرد. او در بحبوحهٔ جنگ جهانی دوم وارد ارتش شد و ۱۶ سال به خدمت پرداخت، اما به خاطر جراحتی که بر پشت برداشته بود در اواخر دهه ۵۰ میلادی بازنشسته شد. او که در همان زمان به عنوان مشاور نظامی در چند قسمت از مجموعهٔ تلویزیونی سرجوخه بیلکو حضور داشت تصمیم گرفت که بار دیگر به دنیای هنر بازگردد.
کندی کارش را با بازی در چند مجموعهٔ تلویزیونی وسترن همچون ماوریک (۱۹۵۷) و روهاید (۱۹۵۹) شروع کرد و پس از آن در چند فیلم سینمایی ایفاگر نقش‌هایی کوچک شد. از آنجاییکه کندی بلند قامت (۱٫۹۳ متر) و درشت هیکل بود بیشتر نقش‌های منفی به او داده می‌شد که از این میان می‌توان به به نقش هرمن اسکوبی یک دست در فیلم معما (۱۹۶۳) با بازی کری گرانت و آدری هپبورن و لئو کراس در فیلم استریت‌جکت (۱۹۶۴) اشاره کرد. ادامهٔ دههٔ ۶۰ سال پرکاری برای او بود و کندی علاوه بر بازی در چندین مجموعهٔ تلویزیونی، در فیلم‌های موفقی همچون دوازده مرد خبیث (۱۹۶۷) و لوک خوش دست (۱۹۶۷) ظاهر شد و در ۱۹۶۸، جایزه اسکار بهترین بازیگر نقش مکمل مرد را برای بازی در فیلم لوک خوش دست دریافت نمود. لورل طلایی، دیگر جایزه‌ای بود که این فیلم در ۱۹۶۸ برای جورج کندی به ارمغان آورد.
در ۱۹۷۰ در نقش جو پترونی در فیلم فرودگاه بازی کرد و برای دومین بار نامزد دریافت جایزه گلدن گلوب بهترین بازیگر نقش دوم مرد شد. در ۱۹۷۴ در فیلم‌های حادثه‌ای زلزله و جاده‌ای لایتفوت و تاندربولت ظاهر شد و همان سال دومین حضور خود در نقش جو پترونی را در فیلم فرودگاه ۷۵ که به دنبال موفقیت فیلم فرودگاه ساخته شده بود تجربه نمود. از ۱۹۷۵ تا ۱۹۷۶ در ۱۶ قسمت از مجموعهٔ تلویزیونی شوالیه آبی در نقش بامپر مورگان ظاهر شد و سومین حضور او در نقش جو پترونی با فرودگاه ۷۷ (۱۹۷۷) رقم خورد. در ۱۹۷۸ در فیلم قتل در کرانه نیل که اقتباسی بود از یکی از داستان‌های آگاتا کریستی در کنار بازیگرانی همچون پیتر اوستینوف، بت دیویس، دیوید نیون و میا فارو ایفای نقش نمود. در همین سال از اولین همسر خود نورما ورمن جدا شده و با دومین همسر خود جوان مک‌کارتی ازدواج نمود. در ۱۹۷۹ برای چهارمین بار در نقش جو پترونی در آخرین فیلم این سری با نام فرودگاه ۷۹، کنکورد ظاهر شد تا تنها هنرپیشهٔ فیلم فرودگاه باشد که در هر سه دنبالهٔ این فیلم بازی کرده‌است.
جورج کندی در دههٔ ۸۰ در فیلم‌ها و مجموعه‌های مختلفی همچون چاتانوگا چوچو (۱۹۸۴)، بولرو (۱۹۸۴) که نامزدی تمشک زرین بدترین بازیگر نقش مکمل مرد را در ۱۹۸۵ برایش رقم زد، آزادی (۱۹۸۶) و نیروی دلتا (۱۹۸۶) بازی کرد. در ۱۹۸۸ در فیلم کمدی و موفق اسلحه برهنه: از پرونده‌های گروه پلیس در کنار لزلی نیلسون نقش آفرینی نمود و بعد دیگری از شخصیت و توانایی‌هایی خود را نمایش داد. دو ادامهٔ دیگر بر این فیلم در ۱۹۹۱ و ۱۹۹۴ ساخته شد و تماشاگران بار دیگر شاهد بازی جورج کندی در نقش کاپیتان اد هاکن بودند.
در ۱۹۹۷ به جای شخصیت ال بی ماموت در انیمیشن گربه‌ها نمی‌رقصند صحبت نمود. در ۱۹۹۸ در فیلم سربازان کوچک که اکشنی برای کودکان است بازی کرد و پس از آن خود را برای مدتی بازنشسته نمود.
بازگشت مجدد جورج کندی به عرصهٔ بازیگری در ۲۰۰۳ و با بازی در سریال تلویزیونی جوان و ناآرام رقم خورد و از آن زمان در فیلم‌ها و مجموعه‌های مختلفی همچون شیطان در نیمه شب می‌آید (۲۰۰۴)، سه مرد بد (۲۰۰۵)، شن‌های فراموشی (۲۰۰۷)، مردی که بازگشت (۲۰۰۸)و واگن پارتی دیوانه دیوانه (۲۰۰۹) که هجویه‌ای است بر فیلم‌های وسترن بازی کرد.
او همچنین دارای ستاره‌ای در پیاده‌روی مشاهیر واقع در شماره ۶۳۵۲ بلوار هالیوود است.

## فیلم‌شناسی
| سال       | نام فیلم/مجموعه تلویزیونی               | نقش                  | توضیحات                                                                        |
| --------- | --------------------------------------- | -------------------- | ------------------------------------------------------------------------------ |
| ۱۹۵۶–۱۹۵۹ | سرجوخه بیلکو                            | پلیس نظامی           | مجموعه تلویزیونی                                                               |
| ۱۹۵۹      | کلت ۴۵                                  | هنک                  | مجموعه تلویزیونی                                                               |
| ۱۹۵۹      | شایان                                   |                      | مجموعه تلویزیونی                                                               |
| ۱۹۶۰      | دود اسلحه                               | امیل                 | مجموعه تلویزیونی                                                               |
| ۱۹۶۰      | مرد قانون                               | برت                  | مجموعه تلویزیونی                                                               |
| ۱۹۶۰      | پیتر گان                                | کارل                 | مجموعه تلویزیونی                                                               |
| ۱۹۶۰      | ماوریک                                  | معاون جونز           | مجموعه تلویزیونی                                                               |
| ۱۹۶۰      | اسپارتاکوس                              | سرباز شورشی          | بدون ذکر نام در فیلم                                                           |
| ۱۹۶۱      | کلوندایک                                | آیرا شالوپ           | مجموعه تلویزیونی                                                               |
| ۱۹۶۱      | جنگل آسفالت                             | کارآگاه کولب         | مجموعه تلویزیونی                                                               |
| ۱۹۶۱      | تسخیرناپذیران                           | بردی                 | مجموعه تلویزیونی                                                               |
| ۱۹۶۱      | بت مسترسون                              | کلانتر زیک آرمیتاژ   | مجموعه تلویزیونی                                                               |
| ۱۹۶۲      | روهاید                                  | جورج ویلز            | مجموعه تلویزیونی                                                               |
| ۱۹۶۲      | شجاعان تنهایند                          | معاون کلانتر گوتیرز  |                                                                                |
| ۱۹۶۳      | شماره ۷۷ سانست استریپ                   | آرمسترانگ            | مجموعه تلویزیونی                                                               |
| ۱۹۶۳      | پری میسون                               | جورج اسپنگلر         | مجموعه تلویزیونی                                                               |
| ۱۹۶۳      | معما                                    | هرمن اسکوبی          |                                                                                |
| ۱۹۶۴      | استریت‌جکت                               | لئو کراس             |                                                                                |
| ۱۹۶۴      | بونانزا                                 | پیتر لانگ            | مجموعه تلویزیونی                                                               |
| ۱۹۶۴      | چه اتفاقی برای دختر عمو شارلوت افتاد؟   | فورمن                |                                                                                |
| ۱۹۶۵      | میراژ                                   | ویلارد               |                                                                                |
| ۱۹۶۵      | پسران کتی پیر                           | کرلی                 |                                                                                |
| ۱۹۶۵      | پرواز ققنوس                             | مایک بلامی           |                                                                                |
| ۱۹۶۶      | ویرجینیایی                              | هاک هارکنس           | مجموعه تلویزیونی                                                               |
| ۱۹۶۷      | دوازده مرد خبیث                         | سرگرد ماکس امبروستر  |                                                                                |
| ۱۹۶۷      | لوک خوش دست                             | درگلاین              | برندهٔ جایزهٔ اسکار بهترین بازیگر نقش مکمل مرد                                   |
| ۱۹۶۸      | بندولرو!                                | کلانتر ژوئیه جانسون  |                                                                                |
| ۱۹۶۹      | آدم‌های خوب و آدم‌های بد                  | جان مک‌کی بزرگ        | رژه احمقان                                                                     |
| ۱۹۷۰      | فرودگاه                                 | جو پترونی            | نامزد دریافت جایزه گلدن گلوب بهترین بازیگر نقش مکمل مرد                        |
| ۱۹۷۰      | زیگزاگ                                  | پل آر کمرون          |                                                                                |
| ۱۹۷۱      | رژه احمقان                              |                      |                                                                                |
| ۱۹۷۳      | افق گمشده                               | سم کورنلیوس          |                                                                                |
| ۱۹۷۴      | تاندربولت و لایتفوت                     | رد لیری              |                                                                                |
| ۱۹۷۴      | فرودگاه ۱۹۷۵                            | جو پترونی            | دومین حضور جورج کندی در نقش جو پترونی                                          |
| ۱۹۷۴      | زلزله                                   | سرجوخه لیو اسلید     |                                                                                |
| ۱۹۷۶      | شوالیه آبی                              | بامپر مورگان         | مجموعه تلویزیونی                                                               |
| ۱۹۷۷      | فرودگاه ۷۷                              | جو پترونی            | سومین حضور جورج کندی در نقش جو پترونی                                          |
| ۱۹۷۸      | مرگ در کناره نیل                        | اندرو پنینگتون       |                                                                                |
| ۱۹۷۹      | هرگز نگو هرگز                           | هری والتر            | مجموعه تلویزیونی                                                               |
| ۱۹۷۹      | فرودگاه ۷۹، کنکورد                      | جو پترونی            | آخرین فیلم از مجموعه فیلم‌های فرودگاه و چهارمین حضور جورج کندی در نقش جو پترونی |
| ۱۹۷۹      | مردان آهن                               | لیو کسیدی بزرگ       | مجموعه تلویزیونی                                                               |
| ۱۹۸۰      | کشتی مرگ                                | اشلند                |                                                                                |
| ۱۹۸۰      | سلاح عریان: پرونده‌های جوخه پلیس!        |                      |                                                                                |
| ۱۹۸۱      | پیش از طلوع خورشید                      | روی مک‌لین            |                                                                                |
| ۱۹۸۴      | چاتانوگا چوچو                           | برت                  |                                                                                |
| ۱۹۸۴      | بولرو                                   | کاتن                 | نامزد دریافت تمشک طلایی بدترین بازیگر نقش دوم مرد                              |
| ۱۹۸۵      | فرودگاه بین‌المللی                       | رودی ون لوفن         | مجموعه تلویزیونی                                                               |
| ۱۹۸۶      | نیروی دلتا                              | پدر اومالی           |                                                                                |
| ۱۹۸۶      | آزادی                                   | سیموس رایلی          | مجموعه تلویزیونی                                                               |
| ۱۹۸۸      | دعوت نشده                               | مایک هاروی           |                                                                                |
| ۱۹۸۸      | اسلحه برهنه                             | کاپیتان اد هاکن      |                                                                                |
| ۱۹۹۰      | پارانویا                                | ونس                  |                                                                                |
| ۱۹۹۱      | سلاح عریان دو و یک‌دوم: بوی ترس          | کاپیتان اد هاکن      | دومین حضور در نقش اد هاکن                                                      |
| ۱۹۹۲      | عدالت دوردست                            | تام بردفیلد          |                                                                                |
| ۱۹۹۴      | سلاح عریان سی و سه و یک‌سوم: آخرین اهانت | کاپیتان اد هاکن      | سومین حضور در نقش اد هاکن                                                      |
| ۱۹۹۶      | ماجراهای واقعی جانی کوئست               | ژنرال اکستون         | مجموعه تلویزیونی                                                               |
| ۱۹۹۷      | گربه‌ها نمی‌رقصند                         | ال بی ماموت          | انیمیشن                                                                        |
| ۱۹۹۸      | سربازان کوچک                            | بریک بازوکا          | صدا                                                                            |
| ۲۰۰۳      | جوان و ناآرام                           | البرت میلر           | مجموعه تلویزیونی                                                               |
| ۲۰۰۴      | شیطان در نیمه شب می‌آید                  | پروفسور زیبیدیا جونز |                                                                                |
| ۲۰۰۵      | سه مرد بد                               | اد فیسک              |                                                                                |
| ۲۰۰۷      | شن‌های فراموشی                           | جان تویس             | فیلم تلویزیونی                                                                 |
| ۲۰۰۸      | مردی که برگشت                           | قاضی دوک             |                                                                                |
| ۲۰۰۹      | واگن پارتی دیوانه دیوانه                | جی بی اسکاچ          |                                                                                |
| ۲۰۱۱      | یک روز شاد دیگر                         |                      |                                                                                |

## جوایز
- ۱۹۶۸ - برنده جایزه اسکار بهترین بازیگر نقش مکمل مرد برای فیلم لوک خوش دست
- ۱۹۶۸ - برنده جایزه لورل طلایی برای فیلم لوک خوش دست
- ۱۹۶۸ - نامزد دریافت جایزه گلدن گلوب بهترین بازیگر نقش مکمل مرد برای فیلم لوک خوش دست
- ۱۹۷۱ - نامزد دریافت جایزه گلدن گلوب بهترین بازیگر نقش مکمل مرد برای فیلم فرودگاه
- ۱۹۷۱ - کسب مقام سوم بهترین بازیگر نقش مکمل مرد جوایز لورل برای فیلم فرودگاه
- ۱۹۸۵ - نامزد دریافت جایزه تمشک طلایی بدترین بازیگر نقش مکمل مرد برای فیلم بولرو